# Олимпийский комитет Тринидада и Тобаго
Олимпийский комитет Тринидада и Тобаго (англ. Trinidad and Tobago Olympic Committee; уникальный код МОК — TRI) — организация, представляющая Тринидад и Тобаго в международном олимпийском движении. Штаб-квартира расположена в Порт-оф-Спейн. Комитет основан в 1946 году, в 1947 году был принят в МОК, является членом ПАСО, организует участие спортсменов из Тринидада и Тобаго в Олимпийских, Панамериканских играх и других международных соревнованиях. 